# Campeonato Mundial de Voleibol de Praia Sub-17
Campeonato Mundial de Voleibol de Praia Sub-17 (FIVB Beach Volleyball U17 World Championships) é a competição de voleibol de praia mundial na categoria Sub-17 organizada pela Federação Internacional de Voleibol (FIVB). Se efetua desde 2014 a cada dois anos, contudo, a edição de 2016 que seria em Cabo Frio foi cancelada.

## Quadro de medalhas

### Masculino
| Ordem | País    | Medalha de ouro | Medalha de prata | Medalha de bronze | Total |
| ----- | ------- | --------------- | ---------------- | ----------------- | ----- |
| 1     | Suíça   | 1               | 0                | 0                 | 1     |
| 2     | Espanha | 0               | 1                | 0                 | 1     |
| 3     | França  | 0               | 0                | 1                 | 1     |

### Feminino
| Ordem | País           | Medalha de ouro | Medalha de prata | Medalha de bronze | Total |
| ----- | -------------- | --------------- | ---------------- | ----------------- | ----- |
| 1     | Estados Unidos | 1               | 1                | 0                 | 2     |
| 2     | Letônia        | 0               | 0                | 1                 | 1     |

### Geral
| Ordem | País           | Medalha de ouro | Medalha de prata | Medalha de bronze | Total |
| ----- | -------------- | --------------- | ---------------- | ----------------- | ----- |
| 1     | Estados Unidos | 1               | 1                | 0                 | 2     |
| 2     | Suíça          | 1               | 0                | 0                 | 1     |
| 3     | Espanha        | 0               | 1                | 0                 | 1     |
| 4     | França         | 0               | 0                | 1                 | 1     |
| 4     | Letônia        | 0               | 0                | 1                 | 1     |